# 21世紀こども百科
21世紀こども百科（21せいきこどもひゃっか、THE 21st CENTURY ENCYCLOPEDIA FOR CHILDREN)は1990年代から小学館が出版している児童向け百科事典である。

## 概要
小学館の図鑑NEOと比べて若干高めの百科事典。
このシリーズにはNEOにはない、「〇〇館」と「館」の字が付くのが特徴である。

## シリーズ一覧
- もののはじまり館
- 食べもの館
- 恐竜館
- しごと館
- 宇宙館
- 地球環境館
- 歴史館
- 科学館
- 21世紀こども英語館
- 21世紀こども人物館
- 21世紀こども地図館

## 姉妹シリーズ
- 小学館の図鑑NEO - 21世紀こども百科の廉価版。